# はなわレコード“中野腐女子シスターズ”
はなわレコード“中野腐女子シスターズ”（はなわれこーど なかのふじょしすたーず）は、goomo、株式会社ショウタイムが運営する有料動画配信サービスShowTimeの中のアイドル&芸能チャンネル及び株式会社GYAOが運営する無料動画配信サービスGyaO!で配信されていたバラエティ・アイドル番組である。2006年9月8日放送開始、2010年6月25日更新分で終了。

## 番組概要
はなわ扮する「ジャジィはなわ」が楽曲を提供して、GyaOからスターをつくるための番組。全員ヲタクのアイドルグループを歌手デビューさせる。中野サンプラザでコンサートを行うことが目標とされている。番組は、月2回金曜日0時に更新される。2010年1月配信（#81）の回からTBS系の映像配信サイトgoomoでも配信が開始された。

## 出演者

### レギュラー
- ジャジィはなわ（中野腐女子シスターズのプロデューサー）

#### 中野腐女子シスターズ
- 乾曜子（コスプレヲタ）
- 浦えりか（ハロプロヲタ，プロレスヲタ）
- 京本有加（妖精ヲタ，爬虫類ヲタ）
- 喜屋武ちあき（アニメヲタ）（#3-）
- 虎南有香（ファッションヲタ）（#13-）
- 原田まりる（ゲームヲタ,漫画ヲタ）（#54-）
- 瀬口かな（ミステリーヲタ）（#87-）

### 過去のレギュラー

#### 過去の中野腐女子シスターズのメンバー
- 新井寛乃（料理ヲタ）（#55-）
- スザンヌ（健康ヲタ）（#13-）
- 類家明日香（ガンプラヲタ）（#1-#11）
- 南波杏（ゲームヲタ）（#1-#11）
- 木村裕子（鉄道ヲタ）（#1-#11）
- 金井アヤ（アニメヲタ）（#3-#11）

### ゲスト（準レギュラー）
- 寺尾幸紘（初代アキバ王，株式会社秋葉原総合研究所代表取締役）
- つんつく（ものまねタレント）
- ノンスモーキー石井（ものまねタレント）

### コーナー出演者
- MISUMI（ボイストレーナー）
- Rey（アニソンバンド．Vo：原田謙太、B：坂本尭之、Gt：田崎慎也、Gt：寺園健二、Dr：真辺雅俊）
- ダウソタウソ（ものまねコンビ）
- ブラックジャジィ（正体は…HEY!たくちゃん．ものまねタレント）

### コーナーゲスト
- みつまJAPAN'（当時は「みつまJAPAN」）（お笑い芸人）
- 成田忍（アレンジャー）
- 前田健（振付師）
- 中村至誠（放送作家）
- 内野拓人（浦えりかのマネージャー・所属事務所の社長）
- 松本梨香（声優・歌手）
- 影山ヒロノブ（歌手）
- 福田氏（はなわのマネージャー）
- 高橋名人（ゲーム開発者）
- 水木一郎（歌手）
- 串田アキラ（歌手）
- 萩原良輔 (CAPCOMパブリシティ企画推進室 室長)
- 古川小百合(タレント、レポーターとして登場)

## コーナー
- 居残りOTL
- 腐女リバ（テーマにそったヲタトーク）
- 中野腐女子シスターズ歌手デビューへの道（レッスンの様子とイベント準備）
- 腐女子だらけのカラオケ大会
- 中野横断 腐ルトラクイズ
- つんつくブランチ（ゲーム優勝者の賞品お買い物と歌ブログ）
- 腐女らNight LIVE（公開収録LIVEのダイジェスト）
- 3分腐ロット（推薦する漫画やアニメを３分間でプレゼン）
- 腐Tube セル腐deQ（自分撮り映像でクイズを出題）
- FEY! FEY! FEY! MUSIC CHAMP
- ジャジィ教室
- 第1回腐女の使いやあらへんで!! ヲタヲタ○○○○七変化～!!　※○○○○には、七変化を行うメンバーの名前が入る。
- 腐ぞろいの林檎たち外伝―中野腐男子学園 腐男塾物語（メンバーが男装して演じる「中野腐男子ブラザーズ」と黄島 斬の寸劇）
- なかの腐女子道
- 腐-1グランプリ
- モンハンフェスタ'09 レポート！（メンバーでは乾・喜屋武・原田が参加、2010年3月31日まで配信）

## 中野腐男子学園
中野腐女子シスターズのメンバーが男装して演じる寸劇

### 腐男塾
中野腐男子学園の生徒、腐男塾の部員。グループの略称は、「722」。
- 部長           「紫集院 曜介（しじゅういん ようすけ）」（≒乾曜子）
- 副部長         「武器屋 桃太郎（ぶきや ももたろう）」（≒喜屋武ちあき）
- 萌える闘魂     「青明寺 浦正（せいみょうじ うらまさ）」（≒浦えりか）
- 腐男塾の王子   「赤園 虎次郎（あかぞの こじろう）」（≒虎南有香）
- 健康男児ハーフ 「ザン・黄更城（ざん きさらぎ）」（≒スザンヌ，-#31）
- 不思議遊戯     「緑川 狂平（みどりかわ きょうへい）」（≒京本有加）
- 「流原 蓮次（るはら れんじ）」（≒原田まりる）
- 「彩黄 寛兵衛（さいき かんべい）」（≒新井寛乃

### 教員
- 担任上等!     「黄島 斬（きじま ざん）」（≒スザンヌ，#32-）

## スタッフ
- ナレーター：村島リョー
- 構成：中村至誠、中村浩和
- 撮影：リーフビジョン
- AD：武田智志、古橋正裕、貝瀬鉄矢
- ディレクター：ラ・ナカム
- プロデューサー：神戸敏行
- 制作著作：電子公園